# 1074 Beljawskya
Az 1074 Beljawskya (ideiglenes jelöléssel 1925 BE) a Naprendszer kisbolygóövében található aszteroida. Sergei Ivanovich Belyavsky fedezte fel 1925. január 26-án.